# Сереніті Кокс
Сереніті Кокс (англ. Serenity Cox; нар. 15 жовтня 1984 року) — канадська порноакторка та творець контенту. Після того, як вона потрапила в індустрію через хотвайфінг, вона підписала контракт з Vixen Media Group у вересні 2023 року та була учасницею акторського складу серіалу «Американська мілфа». Вона також знімалася для Brazzers та отримала численні галузеві нагороди.

## Кар'єра
Кокс народилася 15 жовтня 1984 року. П'ятнадцять років до лютого 2024 року вона пропрацювала медсестрою у відділенні невідкладної допомоги, переїхавши до великої лікарні в середині 2010-х років. Значну частину своєї кар'єри медсестри вона провела на посаді старшої медсестри. Під час пандемії COVID-19 у Канаді Кокс та її чоловік почали втілювати свої фантазії про хот-жінку та почали знімати себе на відео, беручи участь у сексі втрьох з точки зору її чоловіка, завантажуючи свої відео на FetLife. У 2021 році, під враженням того, що профілі з певною кількістю підписників отримували безкоштовні товари, вони почали завантажувати відео Pornhub під назвою Hot Wife Adventures.:12:43 Згодом вона взяла сценічний псевдонім, похідний від Serenity, вигаданого космічного корабля з телесеріалу «Світляк». 2022 року на церемонії нагородження цієї компанії вона отримала нагороду «Кращий новачка».
К вересні 2023 року Кокс підписала контракт з Vixen Media Group та у листопаді зняла свою першу сцену для Vixen разом з Деном Демеджем. Того місяця вона виграла премію xHamster 2023 року як лесбійська творчиня року. У 2024 році вона почала зніматися для підрозділу компанії Milfy, включаючи двосерійний фільм Enjoy It, до червня вона знялася з Кайлом Мейсоном у фільмі Dinner Guest Dines on Wife's Pussy для Brazzers. У травні 2024 року Кокс підписала ексклюзивний контракт з Vixen і згодом приєдналася до акторського складу фільму Vixen «Американська мілфа» разом з Бренді Лав, Мейтленд Ворд, Крісті Каньйон та Фенікс Марі, який вийшов у липні цього ж року. У її перших двох сценах для платформи знялися Джейсон Лав та Ісая Максвелл, останній з яких отримав номінацію на премію AVN 2025 року за найкращу сцену четвірки/оргії.
У серпні 2024 року Кокс знялася в незалежному фільмі жахів «Хай-Бразіл» (The Highest Brasil). До грудня вона жила в Торонто та працювала волонтеркою в клініці сексуального здоров'я жінок. 2025 року вона виграла нагороду XBIZ XMA Award як улюблена MILF-виконавиця. У наступному березні вона та її чоловік були у стартовому складі Wifey, каналу Vixen Media Group, який зосереджувався на способі життя «розпусних дружин», для якого вона виступала разом з Дамадж, Голівудом Кешем та своїм чоловіком, містером Коксом. До наступного місяця вона знімалася для Bikini Report.
Вона є прихильницею порнографії, створеної жінками, і виступала з цією темою в кількох подкастах. 

## Нагороди
| Рік  | Церемонія       | Нагорода                                      | Робота            |
| ---- | --------------- | --------------------------------------------- | ----------------- |
| 2022 | Pornhub Awards  | Улюблена новачка                              | Н/Д               |
| 2023 | Pornhub Awards  | Найкраща фетишистка                           | Н/Д               |
| 2023 | Pornhub Awards  | Модель року на Pornhub для аматорів           | Н/Д               |
| 2023 | xHamster Awards | Лесбійська творчиня року                      | Н/Д               |
| 2024 | Faphouse Awards | Лесбійська творчиня року                      | Н/Д               |
| 2024 | xHamster Awards | Творчиня року                                 | Н/Д               |
| 2025 | XBIZ Awards     | Улюблена MILF-виконавиця                      | Н/Д               |
| 2025 | XBIZ Awards     | Найкраща сцена сексу, комедія                 | Американська MILF |
| 2025 | XBIZ Awards     | Найкращий комедійний фільм                    | Американська MILF |
| 2025 | AVN Awards      | Найкращий фільм або колекція релізів про MILF | Американська MILF |
| 2025 | AVN Awards      | Премія Марка Стоуна за видатну комедію        | Американська MILF |
| 2025 | Pornhub Awards  | Улюблена фетиш-модель                         | Н/Д               |